# Vogenée
Vogenée (en wallon Vôjnêye) est une section de la ville belge de Walcourt située en Région wallonne dans la province de Namur.
C'était une commune à part entière avant la fusion des communes de 1977.

## Géographie
La commune est bornée au nord par Walcourt, à l’est par Walcourt et Yves-Gomezée, au sud par Daussois et à l’ouest par Silenrieux ; arrosée par le ruisseau d’Yves. Dépendances : Dernier Patard, Beloeil, Rossignol.

## Évolution démographique
- Source: DGS, 1831 à 1970=recensements population, 1976= habitants au 31 décembre

## Histoire
Les vestiges d’un refuge fortifié belgo-romain (probablement) et d’un cimetière mérovingien attestent d’un habitat, au moins depuis le début de notre ère.
La terre de Vogenée a dû dépendre de la seigneurie de Morialmé assez tôt. En 1372, le sire de Jeumont en fait relief devant cette cour. Comme une partie de Daussois, la commune a dû être la propriété des familles van Pede, de Watermaele, van der Noot et d’Yve. Au début du XVIe siècle, la veuve d’un de Robaulx d’Arbre en est la dame quelques années.
Il existe aussi un fief important dit du marteau et du fourneau, détenu au XVIe siècle par les Leurquin, dits Maître Cocq, et au XVIIIe siècle par les de Robaulx, maîtres de forges les uns et les autres.
Le nom du village est cité dans le pouillé de l’abbaye de Lobbes de 869 (liste des biens) : Bubliniacas; cette mention, avec le site voisin de Seury cité après Silenrieux, incite à croire que ces trois domaines faisaient partie de la paroisse primitive de Barbençon.
La chapelle du lieu — dédiée à saint André — dépend de Daussois. En 1728, les habitants de Vogenée se plaignent du curé de Daussois auprès du prince-évêque de Liège car ils sont en possession immémorièle d'avoir un vicaire ou vice-curé qui célèbre tous les offices divins dans leur église et leur administre tous les sacremens à la réserve du baptesme qui se confère dans l'église de d’Aussoy par accident, à cause que le susdit village de Vogenée a esté autrefois désert du tems des guerres et que pendant ce tems-là, la chapelle du fond est tombée en ruine. Les dîmes appartiennent au prieuré d’Oignies. Église reconstruite en 1783.
(Source : Abbé Auguste Soupart dans le cahier sur Vogenée - Notes d’histoire. La paroisse; voir la bibliographie)
En 1830, la population s’élève à 232 habitants répartis dans 38 maisons et une ferme. On compte 37 chevaux, 9 poulains, 40 bêtes à cornes, 28 veaux, 30 porcs, 50 moutons et 8 chèvres. Extraction du fer : 12 ouvriers employés dans la mine de M. de Robaulx; un haut-fourneau et une affinerie avec bocards (pour broyer le minerai) appartenant à M. de Paul de Maibe et au baron de Cartier. Un moulin à farine. (Philippe Vander Maelen, Dictionnaire géographique de la Province de Namur, 1832)
Le 10 novembre 1918, veille de l’armistice, un avion britannique touché par des balles ennemies doit se poser à Vogenée car l’observateur est grièvement blessé. Il s’agit du sergent Reginald Stevenson Dodds dont le nom figure sur le monument aux Morts à côté de celui des 6 victimes locales (3 en 1914-1918 et 3 en 1940-1945). La tombe de ce soldat existe toujours dans le cimetière local ; on y avait fixé l’hélice en bois de son avion, qui petit à petit s’est détériorée. En remerciement, les parents de cet aviateur ont offert un service à thé à la famille qui avait recueilli leur fils. (André Lépine, 80 monuments insolites d’Entre-Sambre-et-Meuse, Cahier du Musée de Cerfontaine n° 520, 1989, 88 pages, 76 photos)

## Patrimoine et folklore

### Patrimoine architectural
- Eglise Saint-André. Petit édifice en style classique datée de 1783[1].
- Ferme Saint-André, rue Saint-André. Quadrilatère clôturé du début du XIXe siècle[2].
- Ferme d'En Bas, rue d'Yves. Exploitation semi-clôturée construite du XVIIe au XIXe siècle[2].
- Anciennes forges du Rossignol, située au fond de la vallée de l'Eau d'Yves, témoin de l'industrie métallurgique dans l'agglomération sous l'Ancien Régime. Citée dès le XVIe siècle, les forges sont la propriété en 1775 du J. P. Paul seigneur de Barchifontaine, puis du baron de Cartier-d'Yves de 1824 à 1830, qui avait également acquis Fairoul et la Neuve Forge, ainsi que tous les bois de la vallée jusqu'à Fairoul. Les fonderies « Forges du Rossignol », ont cessé leurs activités en 1974[3].

### Folklore
En 1974, on a créé la marche militaire Saint-André dont la sortie annuelle est fixée au 1er dimanche d’août. (Association des Marches Folkloriques de l'Entre Sambre et Meuse : www.amfesm.be)

## Économie
La métallurgie occupait 50 ouvriers en 1896 et 75 en 1937. La fonderie du Rossignol était encore en activité en 1980.

## Anecdote
Au Sault Poquet existait anciennement une chapelle en pierre à Notre-Dame de Walcourt, surmontée d’une niche; démolie en 1967. Elle avait été érigée par le fermier de Beloeil dont les sept fils avaient tiré un bon numéro au tirage au sort : c’était Joseph, Adrien, Désiré, Amour, Numa, Bernard et Donat Manteau, dont l’initiale du prénom était gravée dans la pierre. (André Papart, Les chapelles de N-D de Walcourt en France et en Belgique, Cahier du Musée de Cerfontaine n° 521, 1981, 144 chapelles, 109 pages)